# ラフンタンブル
ラフンタンブル (Rough'n Tumble) はアメリカ合衆国で生産・調教された競走馬、および種牡馬。ドクターフェイガーの父、ホーリーブルの曽祖父として知られる。

## 経歴
1950年にデビュー、3歳時にサンタアニタダービーに勝っている。
1952年に種牡馬入りし、1964年に産まれた歴史的名馬ドクターフェイガーをはじめに活躍馬を多数出し、競走馬としてより種牡馬として成功を収めた。そのほかの代表産駒に、下記のものがいる。
- My Dear Girl - フリゼットステークスなど、20戦8勝。1959年アメリカ最優秀2歳牝馬。フロリダダービー勝ち馬インリアリティの母。
- Ruffled Feathers - マンノウォーステークスなど、41戦10勝。
- Flag Raiser - ウィザーズステークスなど、75戦21勝。
- Minnesota Mac - シカゴアンハンデキャップなど、11戦4勝。グレートアバヴの父、ホーリーブルの祖父にあたる。
- Carries Rough - 14戦未勝利。イエローリボンステークス勝ち馬Country Queenの母。
- Really Rugged - 34戦3勝。クォーターホースの殿堂馬 Rugged Larkの父。

## 血統表
| ラフンタンブルの血統（プラウディット系（ヒムヤー系） / Spearmint 4x4=12.50%、 Whisk Broom II 4x4=12.50%、 Voter 5x5=6.25%） | ラフンタンブルの血統（プラウディット系（ヒムヤー系） / Spearmint 4x4=12.50%、 Whisk Broom II 4x4=12.50%、 Voter 5x5=6.25%） | ラフンタンブルの血統（プラウディット系（ヒムヤー系） / Spearmint 4x4=12.50%、 Whisk Broom II 4x4=12.50%、 Voter 5x5=6.25%） | （血統表の出典） | （血統表の出典） |
| 父 Free For All 1942 青鹿毛 アメリカ                                                                                        | 父の父Questionnaire 1927 鹿毛 アメリカ                                                                                      | Sting | Spur             | Spur             |
| 父 Free For All 1942 青鹿毛 アメリカ                                                                                        | 父の父Questionnaire 1927 鹿毛 アメリカ                                                                                      | Sting | Gnat             |                  |
| 父 Free For All 1942 青鹿毛 アメリカ                                                                                        | 父の父Questionnaire 1927 鹿毛 アメリカ                                                                                      | Miss Puzzle | Disguise         | Disguise         |
| 父 Free For All 1942 青鹿毛 アメリカ                                                                                        | 父の父Questionnaire 1927 鹿毛 アメリカ                                                                                      | Miss Puzzle | Ruby Nethersole  |                  |
| 父 Free For All 1942 青鹿毛 アメリカ                                                                                        | 父の母Panay 1934 黒鹿毛 アメリカ                                                                                            | Chicle | Spearmint        | Spearmint        |
| 父 Free For All 1942 青鹿毛 アメリカ                                                                                        | 父の母Panay 1934 黒鹿毛 アメリカ                                                                                            | Chicle | Lady Hamburg     |                  |
| 父 Free For All 1942 青鹿毛 アメリカ                                                                                        | 父の母Panay 1934 黒鹿毛 アメリカ                                                                                            | Panasette | Whisk Broom II   | Whisk Broom II   |
| 父 Free For All 1942 青鹿毛 アメリカ                                                                                        | 父の母Panay 1934 黒鹿毛 アメリカ                                                                                            | Panasette | Panasine         |                  |
| 母 Roused 1943 鹿毛 アメリカ                                                                                                | 母の父Bull Dog 1927 黒鹿毛 フランス                                                                                         | Teddy | Ajax             | Ajax             |
| 母 Roused 1943 鹿毛 アメリカ                                                                                                | 母の父Bull Dog 1927 黒鹿毛 フランス                                                                                         | Teddy | Rondeau          |                  |
| 母 Roused 1943 鹿毛 アメリカ                                                                                                | 母の父Bull Dog 1927 黒鹿毛 フランス                                                                                         | Plucky Liege | Spearmint        | Spearmint        |
| 母 Roused 1943 鹿毛 アメリカ                                                                                                | 母の父Bull Dog 1927 黒鹿毛 フランス                                                                                         | Plucky Liege | Concertina       |                  |
| 母 Roused 1943 鹿毛 アメリカ                                                                                                | 母の母Rude Awakening 1936 栗毛 アメリカ                                                                                     | Upset | Whisk Broom II   | Whisk Broom II   |
| 母 Roused 1943 鹿毛 アメリカ                                                                                                | 母の母Rude Awakening 1936 栗毛 アメリカ                                                                                     | Upset | Pankhurst        |                  |
| 母 Roused 1943 鹿毛 アメリカ                                                                                                | 母の母Rude Awakening 1936 栗毛 アメリカ                                                                                     | Cushion | Nonpareil        | Nonpareil        |
| 母 Roused 1943 鹿毛 アメリカ                                                                                                | 母の母Rude Awakening 1936 栗毛 アメリカ                                                                                     | Cushion | Hassock F-No.1-o |                  |